# ۳۲ روباه
۳۲ روباه یک ستاره است که در صورت فلکی روباهک قرار دارد.